# بخش آون، شهرستان استیرنز، مینه سوتا
بخش آون (به انگلیسی: Avon Township) یک منطقهٔ مسکونی در ایالات متحده آمریکا است که در شهرستان استیرنز، مینه‌سوتا واقع شده‌است.
 بخش آون ۸۹٫۲ کیلومتر مربع مساحت و ۲٬۲۹۴ نفر جمعیت دارد و ۳۳۹ متر بالاتر از سطح دریا واقع شده‌است.